# Ложка

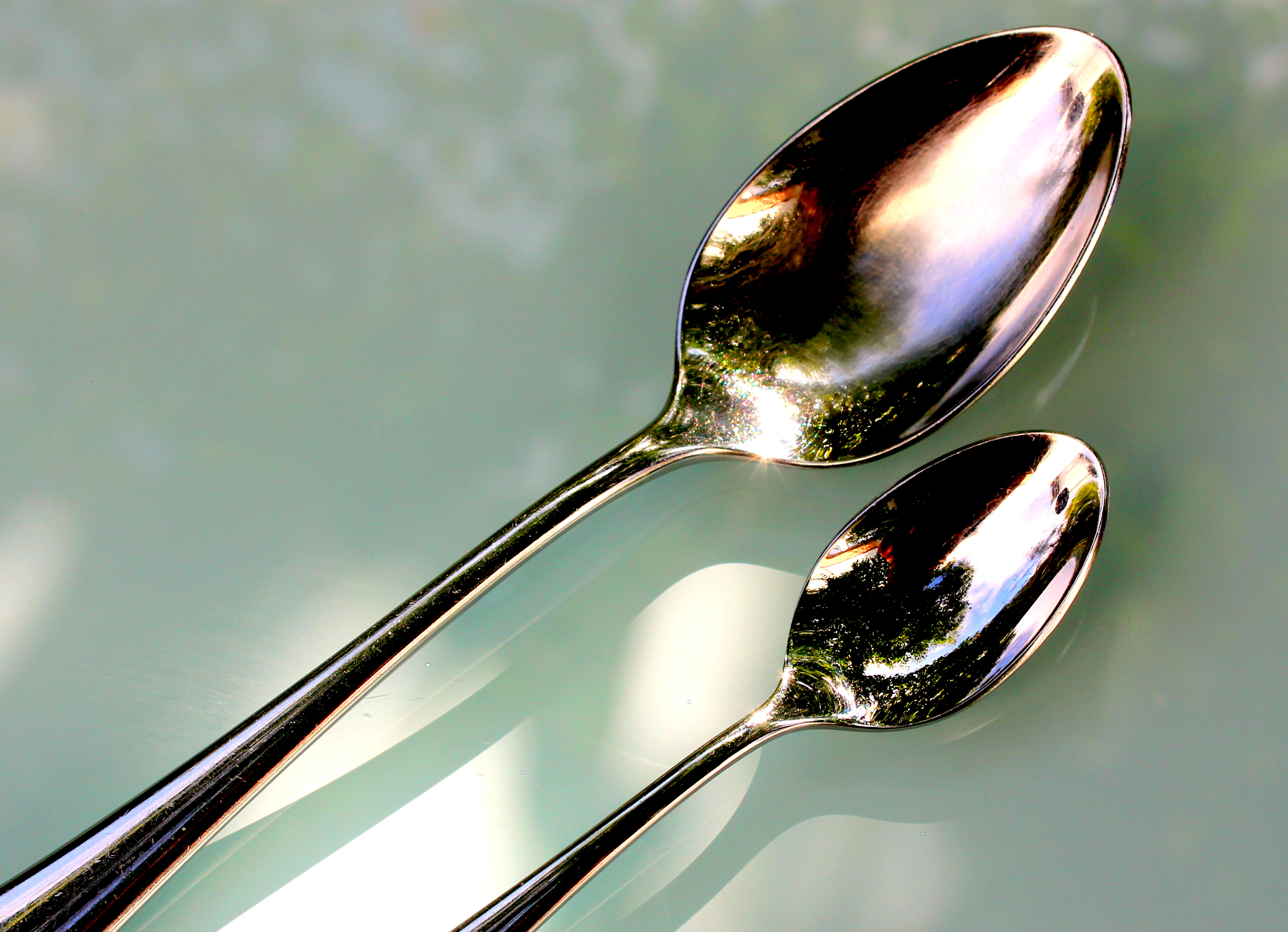
Столовая и чайная ложки

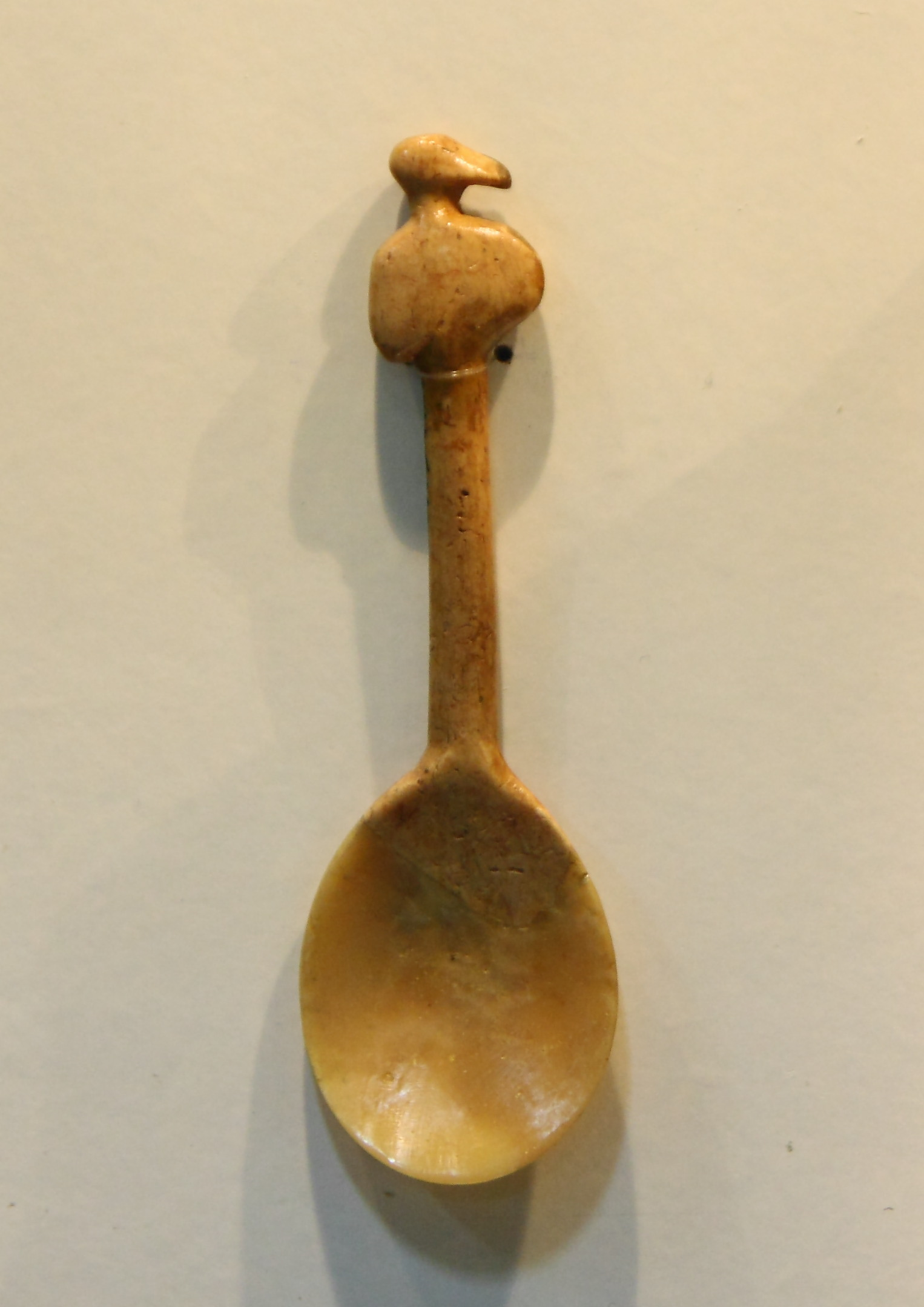
Ложка культуры кукутени, поздний неолит

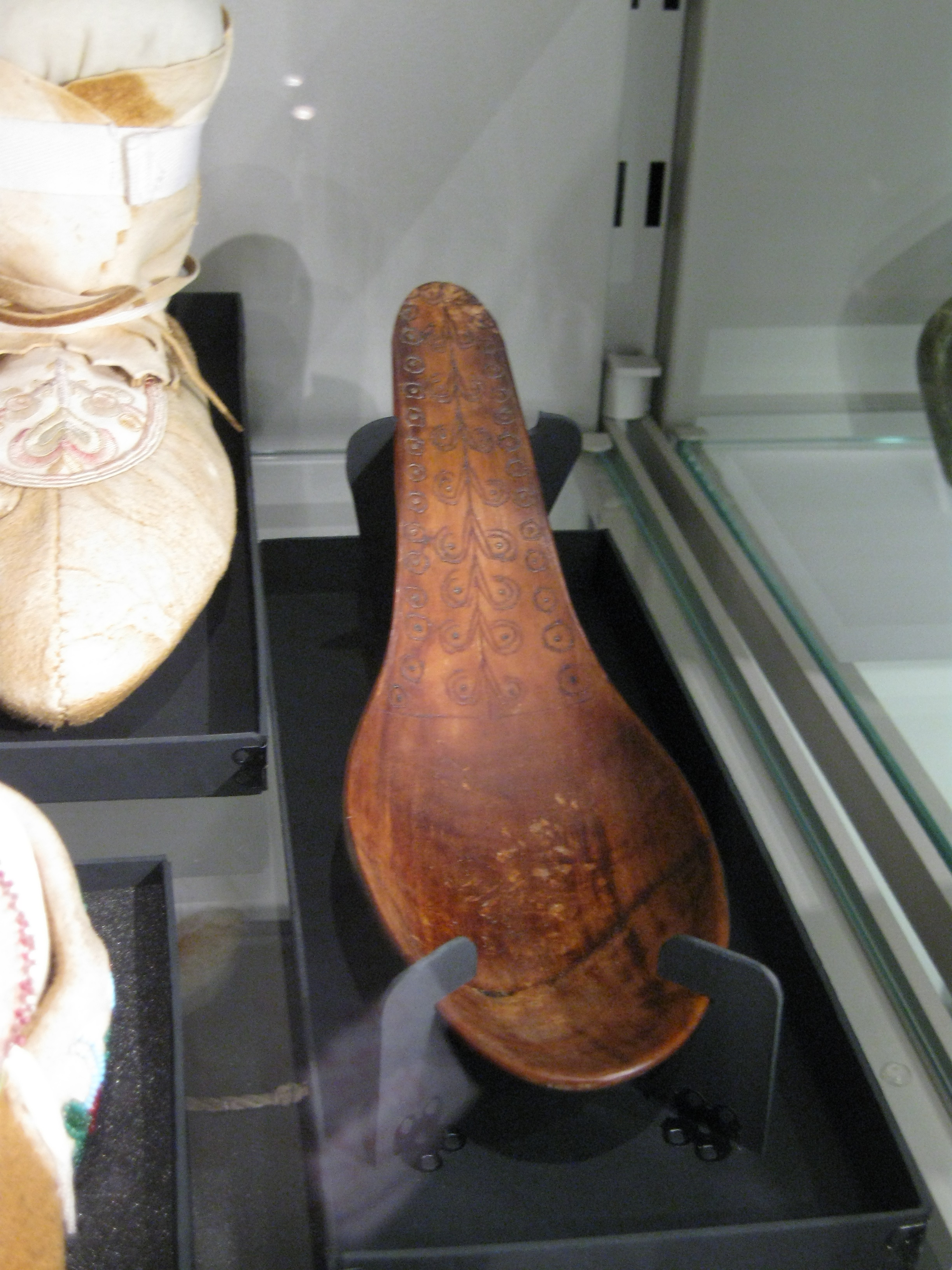
Ложка индейцев дене, Канада

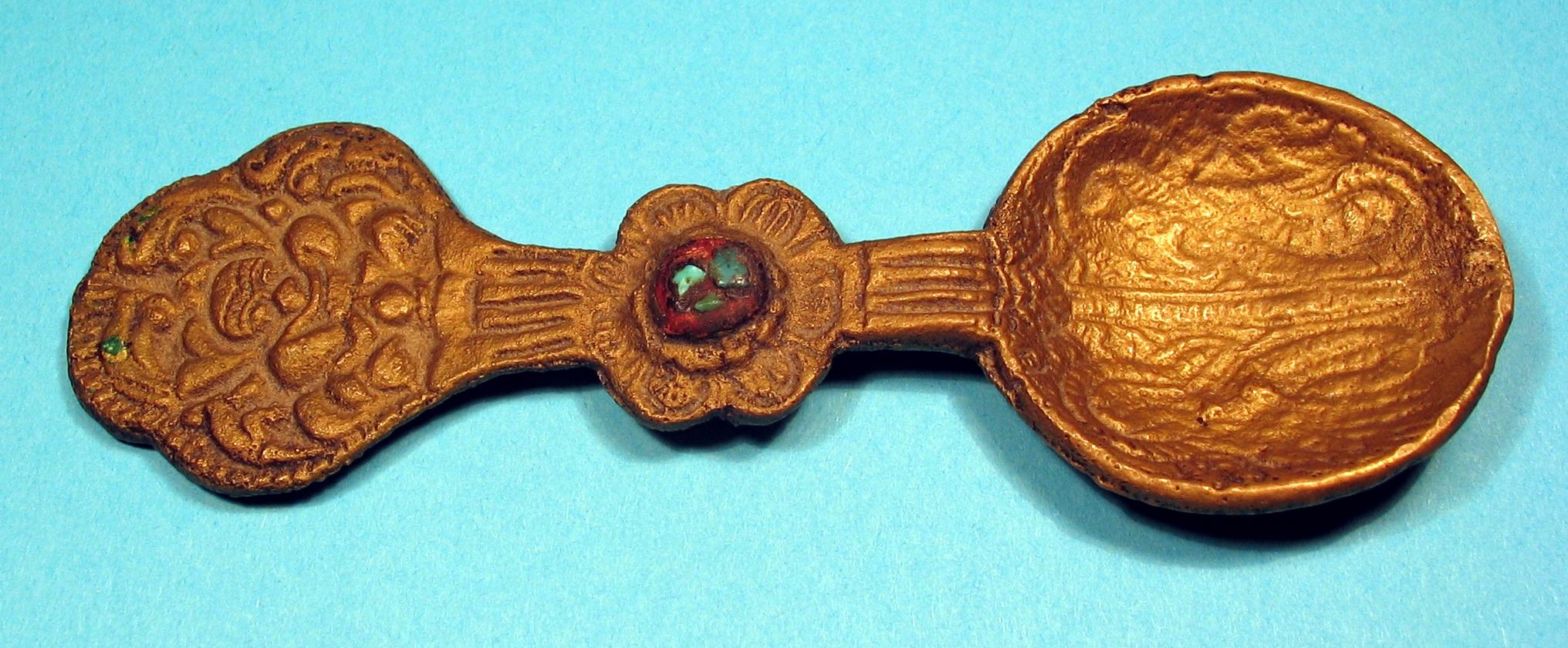
Тибетская ложка

Ло́жка — столовый прибор, отдалённо напоминающий небольшую лопатку в виде небольшого мелкого сосуда-чашечки (черпала), соединённого перемычкой с держалом (рукояткой).
Размер чашечки ложки соразмерен рту человека. Используется также как лабораторный инструмент и тому подобное.

## Этимология
Существует две основных версии происхождения слова «ложка». Фонетически логичным кажется происхождение от слова лог (овраг, углубление), однако замечено, что буква о в корне слова восходит к древнерусскому ъ (лъжька). О том же свидетельствуют соответствующие слова в родственных языках (серб. ла̀жица, чеш. lžice, болг. лъжица). В то же время в слове лог о исконное (серб. лôг, болг. лог). Таким образом, следует предполагать, что корень слова ложка — именно лог / лаг.

## История

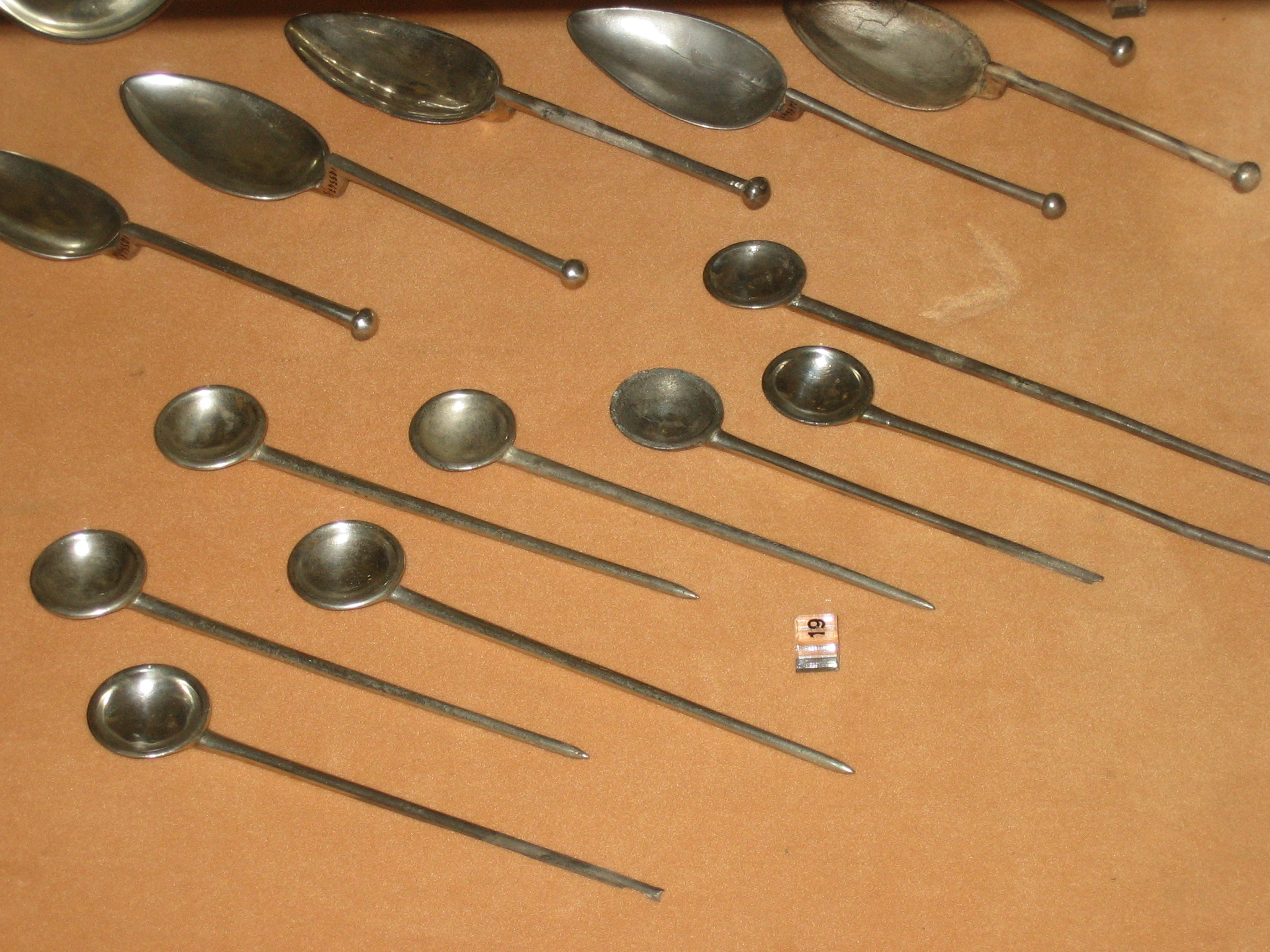
Ложки из Помпей, выставленные напоказ в Национальном археологическом музее Неаполя

Ложки использовались в качестве столового прибора ещё в древности, в отличие от изобретённых позднее вилок. У африканской этнической группы Календжин популярно блюдо угали, которое по сути является съедобной ложкой.
Древнейшие ложки делались из дерева, кости и рога, греки пользовались удобными по форме морскими ракушками, которые применяли в качестве ложек ещё древнейшие примитивные люди. В Египте ложки делали из слоновой кости, камня и дерева. Часто их покрывали религиозными изображениями. Во время расцвета римской и греческой цивилизаций появилась бронзовая и серебряная посуда. Сохранилось много экземпляров бронзовых и серебряных ложек этого периода, которые хранятся в исторических музеях по всему миру.
На Руси в домонгольское время основная масса ложек была деревянной. В славянских погребениях и культурном слое поселений X—XII веков находят металлические ложки-амулеты двух типов. К наиболее распространенному первому типу, относятся ложки с округлым черпаком, соединенным коленчатой перемычкой с плоской равноширокой или слегка расширяющейся к концу рукоятью. С наружной стороны рукояти украшали косичкой, плетёнкой и циркульным орнаментом. Ложки-амулеты этого типа находили в Новгороде, в курганах у деревни Сухомля Смоленской области, в кургане у деревни Жилые горы Московской области, в Остенецком курганном могильнике, в курганных группах у села Шишмарово Московской области, деревни Кузнецы Ленинградской области, у деревни Сарагожа Калининской области, у деревень Калихновщина и Павлов Погост, у деревни Грязивец под Оршей, в Сарагожских курганах, во Владимирских курганах, в Полтаве, Старой Рязани, в Нередицком курганном могильнике. Металлические ложечки-амулеты второго типа представлены ложечками с черпаком миндалевидной формы, с прямой, круглой в сечении рукоятью, соединенной с черпаком без перехвата. Ложки-амулеты этого типа находили в Новгороде, на Лукомльском городище, в курганной группе рядом с деревней Акулин Бор, в славянском слое Донецкого городища, в Кветунских курганах, Микулинском городище, Берестье. Ложки из рога делали преимущественно на заказ, большая их часть украшена высокохудожественной резьбой. Костяные ложки нашли в Новгороде, Старой Ладоге, Киеве, Белоозере, на Ленковецком городище, в Волковыске, Турове, в селе Юровчицы Калининского района. Деревянные ложки резали ложкарями преимущественно из клёна, обладающего вязкой и с красивой текстурой, но находят и ложки, сделанные из липы и березы. Ложки первого типа с черпаком овальной формы, как с уплощенными, так и круглыми в сечении ручками, как правило, не орнаментировали. Они были широко распространены в новгородских слоях X — начала XII века. Черпак у этих ложек поставлен под углом к рукояти, они имеют вид миниатюрного половника, черпак их относительно уплощен. В слоях XI — начала XII века вместе с ложками первого типа бытуют деревянные ложки второго типа с круглыми в сечении рукоятями, с черпаком той же формы, но отогнутым к рукояти под меньшим углом. На рукоятях ложек второго типа, в месте прикрепления их к черпаку, делали одну-две зоны поперечно расположенной плетенки, гораздо реже орнаментировали головку ручек таких ложек. В первой трети XI века в Новгороде складывается третий тип деревянных ложек с черпаком овальной формы и круглой в сечении рукоятью, расположенной в одной плоскости с черпаком. Эти ложки без особых изменений продолжают бытовать в XII—XV веках.
В средние века ложки были в основном деревянные и роговые. Кроме того, для их производства иногда использовали латунь, медь и олово: такие ложки приобрели популярность в XV веке. Аристократы и короли пользовались ложками из серебра и золота. Наиболее раннее упоминание о таких ложках относится к 1259 году. В число личных вещей английского короля Эдуарда I в 1300 году входили золотые и серебряные ложки, маркированные fleur-de-lis (название парижской мастерской). Интерес представляют коронационные ложки, использовавшиеся для помазания английских королей.
В Эпоху Возрождения в Европе были распространены так называемые апостольские ложки. Они появились ещё в начале XV века, но приобрели популярность в XVI столетии как подарки на христианские праздники. На апостольских ложках были изображены ученики Христа. Реже на ложках изображали самого Иисуса. Примерно в то же время изменилась сама форма ложки — ручка стала плоской, а черпак приобрёл форму широкого эллипса.
В XVIII веке черпак сузился, ручка оказалась на несколько градусов развёрнута по отношению к ней. В 1760 году ложка приобрела свою современную форму, в которой чашеобразная часть в конце у́же, чем в основании.
На Руси первые серебряные ложки были отлиты в 998 году по приказу князя Владимира для его дружины. В «Повести временных лет» упоминаются деревянные и серебряные ложки.
В Советской армии в индивидуальный набор принадлежностей военнослужащего входила столовая ложка, выполненная из алюминиевого сплава для уменьшения веса носимого снаряжения.
В туризме и альпинизме для снижения веса индивидуального столового набора иногда используют также ложки из титановых сплавов.
Существуют так называемые «универсальные» складные ножи, в набор инструментов которых входит раскладная ложка.

## Другие способы использования ложки

### Мера объёма
- Чайные, десертные и столовые ложки употребляются как мера объёма в кулинарии (см. Столовая ложка).

### Художественные изделия

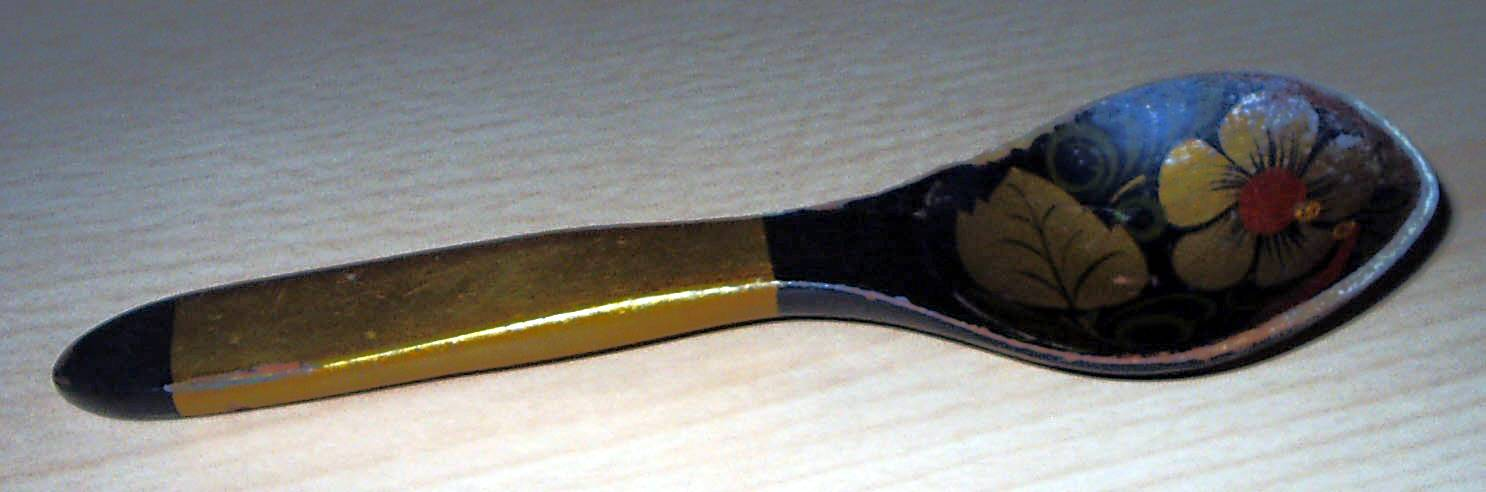
Деревянная ложка из Хохломы

- Деревянные ложки с хохломской росписью ручной работы;
- Деревянные ложки с декоративным резным орнаментом ручной работы;
- Деревянные ложки, с декоративным рисунком в комбинированной технике: выполненных резьбой и/или выжиганием по дереву и локальной цветной орнаментальной окраской — например, изделия гуцульских промыслов;
- Металлические ложки, выполненные в технике скани и зерни;
- Металлические ложки, украшенные цветной эмалью — финифтью, иногда в смешанной технике с использованием скани и зерни;
- Металлические ложки с художественной гравировкой и чернением рисунка. Великий Устюг — с XVII века является одним из центров русского народного художественного промысла, получившего мировую известность изготовлением металлических изделий, включая столовые наборы. Промысел известен как Великоустюжское чернение по серебру;
- Керамические ложки с ручной художественной росписью;
- Ложки, цельнорезанные и точеные из кости, когда используют мамонтовый и слоновый бивень, моржовый клык и другие виды кости. Иногда ложки изготавливают в комбинированной технике: например, из кости делают тулово рукояти;
- Ложки, изготовленные с применением декоративного и полудрагоценного камня: яшмы, нефрита, халцедона и других;
- Золотые и серебряные ложки, иногда с орнаментом или сюжетным рисунком, а также украшенные драгоценными камнями;
- Стеклянные ложки — моно или полихромные с различной степенью декоративной отделки. Среди изделий наиболее известные и дорогостоящие — из муранского стекла.

### Ложки как музыкальный инструмент
Деревянные ложки используются в славянской традиции как музыкальный инструмент. Игровой комплект составляет от 3 до 5 ложек, иногда разного размера. Звук извлекается путём ударения друг о друга задних сторон черпаков. Тембр звука зависит от способа звукоизвлечения.
Обычно один исполнитель использует три ложки, две из которых закладываются между пальцами левой руки, а третья берётся в правую. Удары производятся третьей ложкой по двум в левой руке. Обычно для удобства удары производятся на руке или колене. Иногда к ложкам подвешивают бубенчики.

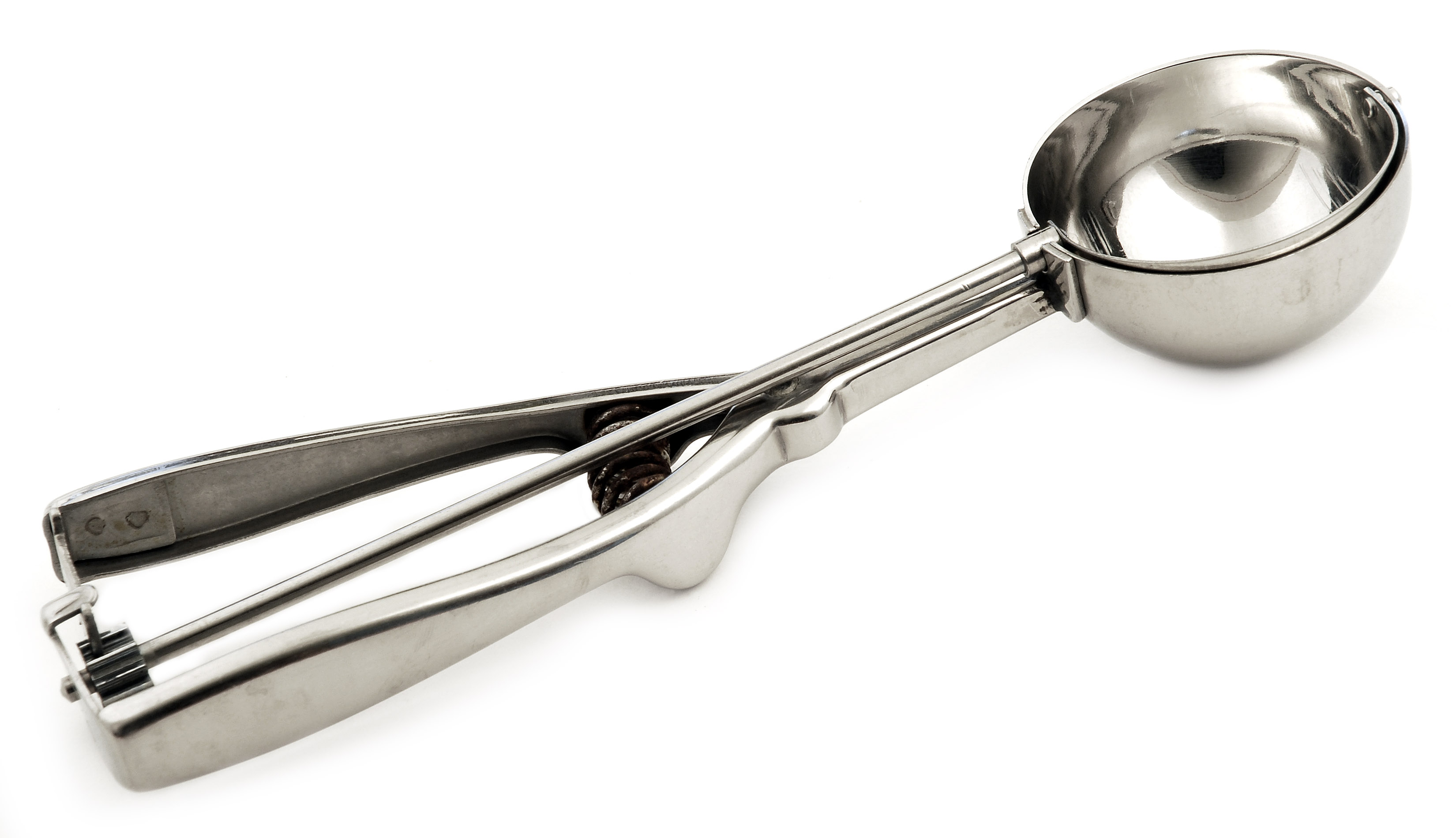
Ложка с механизмом для отделения шарика мороженого

## Виды ложек

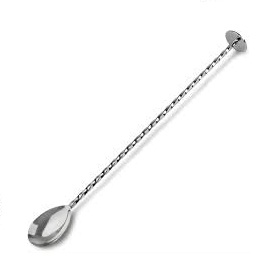
Барная ложка

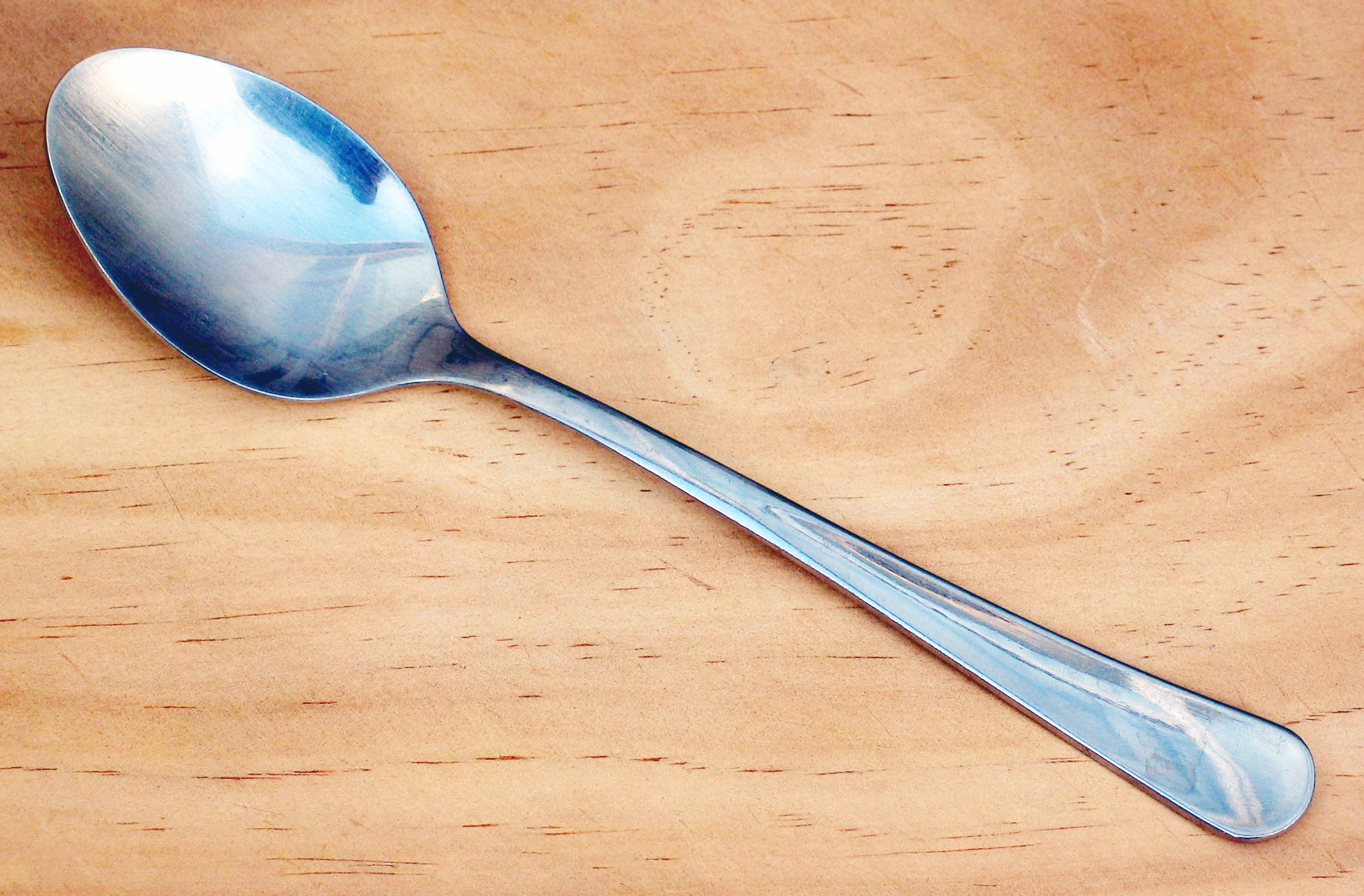
Десертная ложка

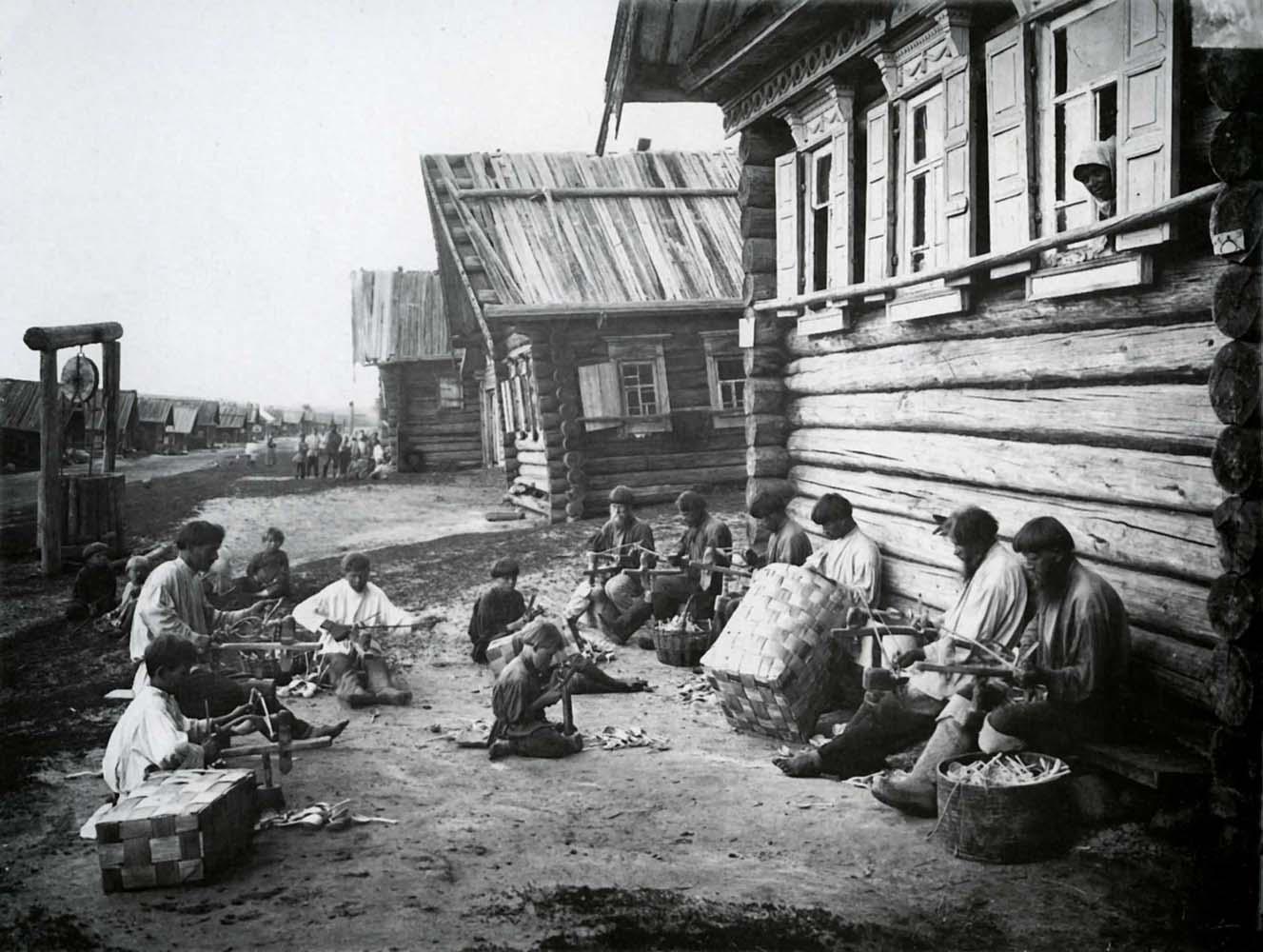
Ложкарное производство, 1897 г. Фотография М. П. Дмитриева

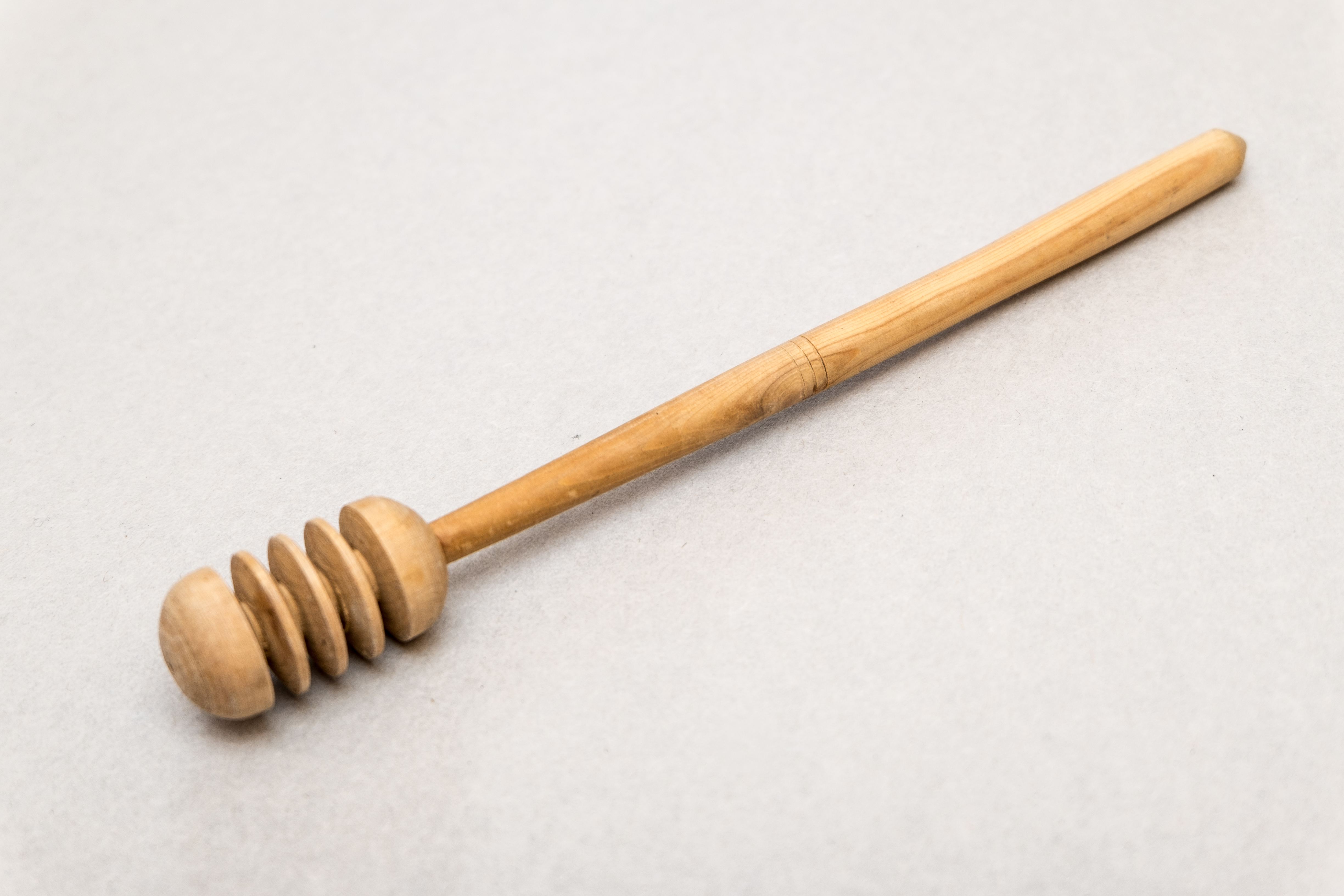
Медовая ложка из дерева

- Столовая ложка — столовый прибор в виде ложки, в которую может поместиться до 18 миллилитров жидкости. Она обычно используется как столовый прибор при употреблении первых и вторых блюд: супов, каш и соусов.
- Десертная ложка — столовый прибор, вмещающий до 10 миллилитров жидкости. Она представляет собой что-то среднее между чайной и столовой ложками. Десертной ложкой едят десерт (торты, пирожное, каши, пудинг). В отличие от столовой или чайной ложки, десертная ложка редко употребляется в качестве меры в кулинарных книгах.
- Чайная ложка — столовый прибор, вмещающий до 5 миллилитров жидкости. Используется для размешивания сахара в чае и употребления десертов. Специальной чайной ложкой с длинной ручкой едят мороженое.
- Барная ложка — специальная ложка, которой пользуются бармены при приготовлении смешанных напитков (миксов) и коктейлей. Ложка имеет удлинённую, скрученную посередине или полностью, ручку длиной от 15 до 50 см (по ней наливают жидкости в многослойных коктейлях). Конец ручки, как правило, снабжается каким-нибудь дополнительным приспособлением — пестиком, вилочкой или диском.
- Ложка для коктейля или для банки с вареньем. Похожа на чайную, с удлиннённым черпалом.
- Ложка для формирования шарика мороженого (с механизмом, выталкивающим шарик).  Существует также ложка для поедания мороженого (со срезанным — противоположным черенку — краем черпала).
- Кофейная ложка — ложка, которая подается к столу, если частью трапезы является кофе. По форме она обычно мало отличается от чайной ложки — разница лишь в малом размере и в том, что черпало располагается под таким углом, чтобы порошок кофе не просыпался.
- Ложка для абсента — специализированная перфорированная ложка для разлития абсента. Типичная ложка сделана из посеребрённого неблагородного металла или нейзильбера с помощью штамповки или, для более изысканных ложек, литья[5].
- Ложка для грейпфрута — столовый прибор, предназначенный для отделения мякоти грейпфрута от его кожуры. Напоминает чайную ложку, но отличается от неё зубчиками, расположенными на кромке черпала. Может также использоваться для разделки других фруктов — апельсин, киви и др.
- Ложка для мелкого сахара — ложка с мелкими перфорациями для посыпки сахарной пудрой ягод или фруктов.
- Гороховая ложка — достаточно крупная ложка с широкими перфорациями для сервировки блюд консервированным горошком.
- Ложка для костного мозга — узкая ложечка для вынимания костного мозга.
- Ложка для конфет — обычно небольшая красивая ложка с перфорациями. В 19 веке конфеты выпускались без оберток и пачкали руки, поэтому брать их следовало не руками, а специальной ложечкой Бон-бон.
- Ложка для томатов, больше похожая на лопатку для подачи нарезанных помидор.
- Ложечка для икры — столовый прибор, предназначенный для употребления в пищу икры. Традиционно изготовляется из инертных материалов, таких как перламутр[6], золото, рога животных, стекло, хрусталь и дерево[7].
- Ложка-вилка — столовый прибор, сочетающий элементы ложки и вилки. Употребляется главным образом для пищи быстрого приготовления. Ложка с зубцами также является классическим прибором для мороженого. Из-за возможности экономить место и вес ложка-вилка широко применяется, как столовый прибор для экстремального туризма и альпинизма[8].
- Шумовка — кухонная принадлежность в виде большой плоской ложки со множеством мелких отверстий в черпале для прохождения жидкости. В основном используется для снятия пены, перемешивания блюда во время его готовки, выемки частей блюда.
- Детская ложка — столовый прибор, вмещающий 10 миллилитров жидкости. Она обычно используется как столовый прибор при употреблении пищи детьми, например, супов, каш и варений, а также других блюд не обязательно жидкой консистенции. Детская ложка имеет применение в бытовой медицине и кулинарии — для дозирования жидких и сыпучих субстанций. Может изготавливаться из пластика и с черпалом в форме игрушки (самолёта, грузовика). Может прикрепляться к бутылочке или входить в набор детских столовых приборов.
- Декоративная деревянная расписная ложка. Может использоваться как музыкальный инструмент.
- Китайская ложка для супа (обычно керамическая).
- Лабораторная фарфоровая ложка (для химических опытов).
- Ложка для оливок. Похожа на чайную, но с перфорациями и удлиненной ручкой, может быть изгиб, если предназначена для банки.
- Ложка для супа (круглая). Была чуть меньше столовой и с закругленным черпалом.
- Ложка для супа-пюре. Похожа на ложку для супа, но меньшего размера.
- Ложка для бульона, она же ложка для консоме (подающегося в чашке для консоме). Похожа на ложку для супа-пюре, но меньшего размера.
- Ложка для яиц. Обычная чайная ложка стиралась о яичную скорлупу, поэтом стали выпускать небольшую ложку, похожую на чайную, но с закругленным черпалом.
- Мерные ложки (часто продаются в наборе).
- Сувенирная ложка (обычно по размерам и форме соответствует чайной, но с изображением достопримечательностей, гербов, флагов и т. д.).
- Медовая ложка (не должна тонуть в меду) в форме утолщенной палочки с ребрами-окружностями в районе черпала; или ложка, которую можно повесить за петлю-изгиб рукоятки на край банки или чашки.
- Копоушка.
- Ложка для чистки лица, косметологическая ложка.
- Хирургическая ложка (острая костная ложка Фолькмана, кюретка).
- Ложка для переучивания левшей.
- Ложка для помазания британских монархов.[9]
- Антипаркинсоническая ложка.
- Ложка для соли. Самая мелкая ложка.
- Ложка для горчицы.
- Ложки для выполнения кондитерских узоров.
- Порционная ложка (используется в столовых, чтобы сразу положить необходимое количество еды в тарелку).
- Ложка для соуса.
- Ложка для насыпания специй в бутылку с маслом.
- Ложка для устриц.
- Мерная ложка для плавления сургуча.
- Ложка-загребушка (денежный талисман).
- Ритуальные ложки (для причастия).
- Мемориальные ложки, выпущенные в честь значимого события.
- Ложка для усатых (с пластинкой, которая оберегает усы).
- Ложка для сервировки салата (порционная; салатная пара)
- Ложка для порошка (с бутылочкой на цепочке или же брелок, подвеска), см. также McSpoon,  snuff spoon.
- Ложка для приготовления икры по рецептам молекулярной кухни (с отверстиями, один из инструментов для сферификации)
- Ложка для комплимента (например, для одной порции салата, для закуски, "на один укус" - "Amuse bouche"), имеет загнутую ручку, на которой и стоит на столе. Также могут располагаться на фуршетной горке, закрепленными за черпало.
- Ложка для проведения церемоний Сян Дао (для насыпания порошковых благовоний)
- Ложка для косметики
- Ложка для массажа лица Гуаша
- Ложка для лекарства (мерная, пластиковая, продаётся с лекарственными сиропами).

## В искусстве

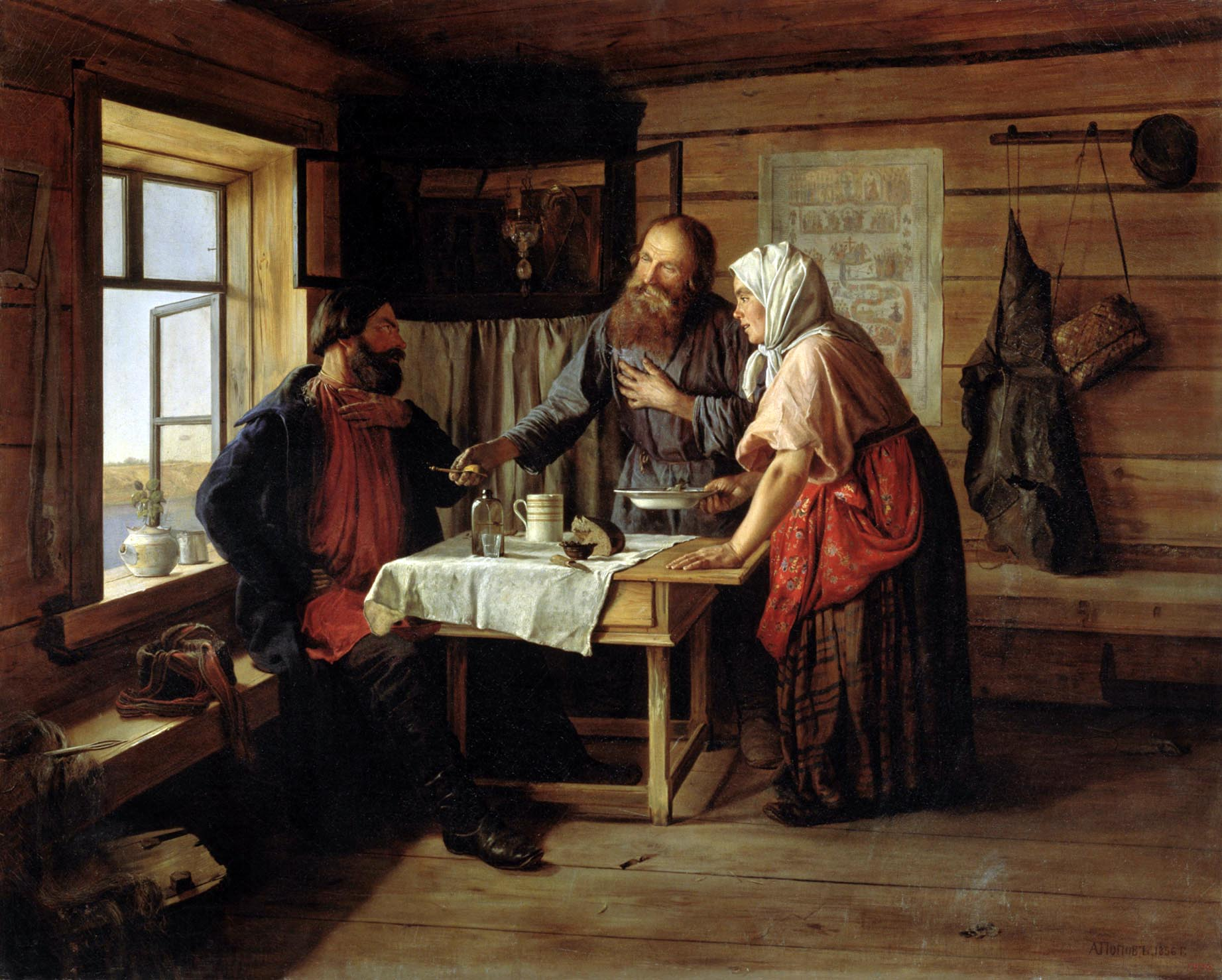
«Демьянова уха». Андрей Попов, 1856
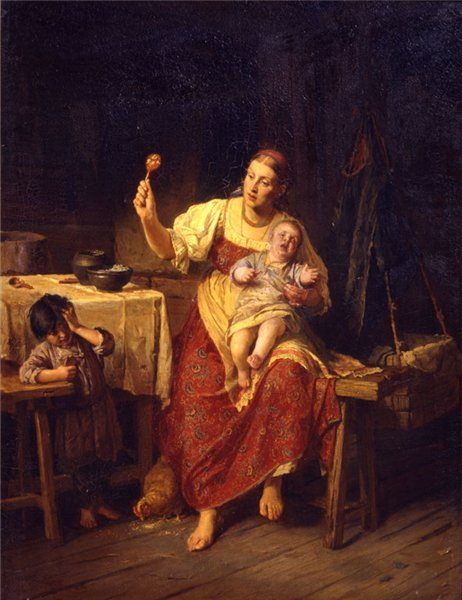
«Мачеха». Фирс Журавлёв, 1874
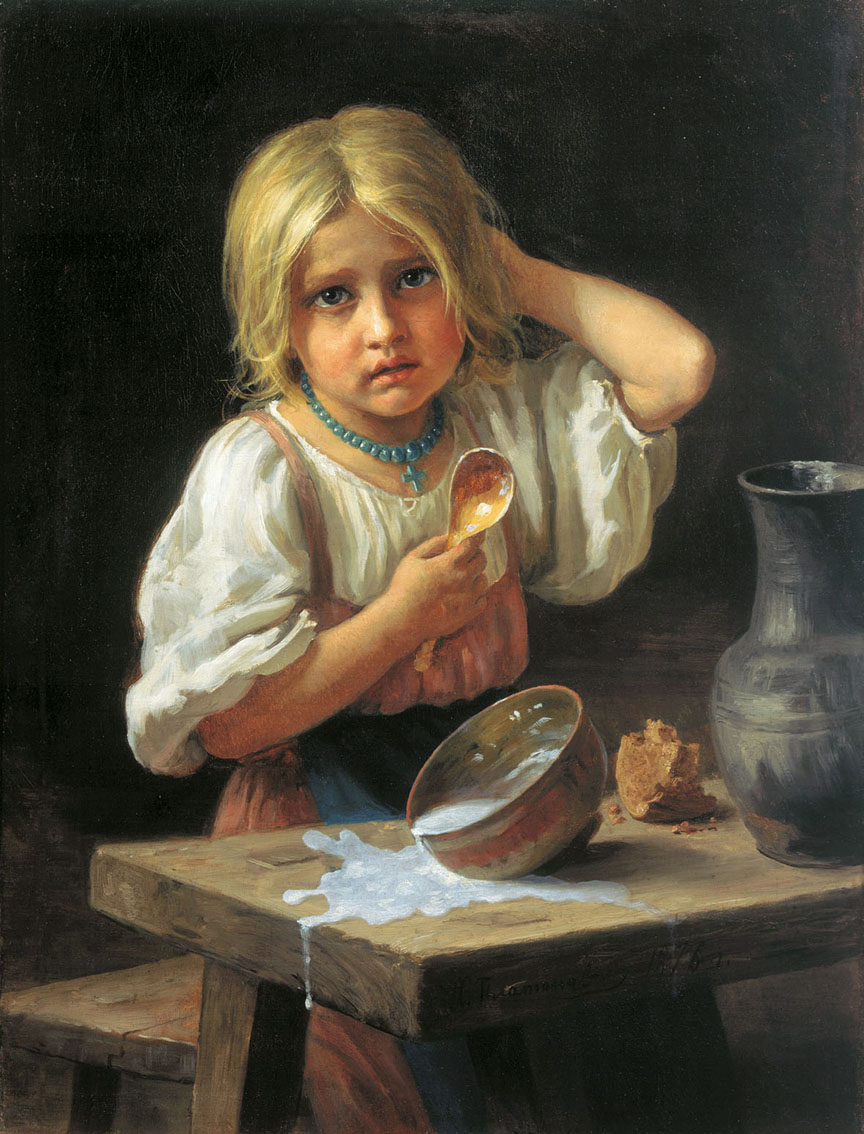
«Крестьянская девочка». Харитон Платонов, 1876